# Порт Морсби
Порт Морсби (на английски: Port Moresby, на ток писин: Pot Mosbi) е столицата и най-големият град на Папуа Нова Гвинея. Наречен е на името на откривателя на залива, на който е разположен града – английския морски офицер Джон Морсби.
Градът е важен икономически център в Югоизточна Азия. Населението му е 317 374 души според преброяването през 2012 година, а площта – 240 km².
Порт Морсби образува Националния столичния окръг на Папуа Нова Гвинея с няколко негови предградия и други населени места.

## Транспорт
В рамките на града, Порт Морсби разполага с автобуси и частни таксита. Полети са от съществено значение за придвижване в страната, тъй като магистралите не са широко разпространени. Основният въздушен вход към града е международното летище „Порт Морсби“ – най-голямото международно летище в страната и базата на военновъздушното крило на Отбранителните сили на Папуа Нова Гвинея.
Тъй като националната пътна мрежа не е напълно свързана, има много вътрешни полети до други градове, като Лае и Маданг, които нямат директна пътна връзка с Порт Морсби.

## Побратимени градове
Град Порт Морсби, столицата на Папуа Нова Гвинея, е побратимен с:
- Дзинан, Китай (от 28 септември 1988 г.);[1]
- Лонг Бийч, Калифорния, САЩ (от 11 юли 2025 г.);[2]
- Сува, Фиджи (от януари 1993 г.);[3]
- Таунсвил, Австралия (от 1983 г.).[4]

## Галерия
- Предградието Коки
- Плажът Ела
- Експедиция Хири, пристигаща в Порт Морсби през 90-те години на XX век
- Фестивалът Hiri Moale, 23 ноември 2004 г.